# Durango Duarte
Durango Martins Duarte (Cachoeira do Sul, 11 de novembro de 1963) é um escritor, pesquisador, empresário e publicitário brasileiro, com atuação nas áreas de marketing e comunicação em Manaus, Amazonas. Fundou o Instituto Durango Duarte (IDD), uma organização sem fins lucrativos voltada para preservação e divulgação do patrimônio histórico de Manaus. É autor de diversos livros sobre temas históricos e culturais do Amazonas e um dos fundadores da Associação Nacional do Mercado e Indústria Digital (AnaMid). Em 2019, recebeu o título de “Cidadão do Amazonas” pela Assembleia Legislativa do Amazonas (ALEAM) e a “Medalha de Ouro Cidade de Manaus” pela Câmara Municipal de Manaus.

## Carreira

### Literária
Durango Duarte é um escritor brasileiro que publica obras sobre história local, cultura e a aspectos sociais do Amazonas. Seu primeiro livro, Informação é tudo! (2005), analisou as eleições municipais de 2004 em Manaus. Posteriormente, lançou outros títulos voltados a temas históricos e culturais da região.
Entre suas publicações estão Caso Delmo: o crime mais famoso de Manaus (2011) e José Osterne de Figueiredo - Um grande azarado ou um assassino em série? (2017), ambos abordam crimes históricos que marcaram a cidade de Manaus nas décadas de 1950 e 1960. As publicações foram baseadas em registros históricos e processos judiciais, com apoio de historiadores e do Tribunal de Justiça do Amazonas (TJ-AM). Em 2024, essas obras receberam o prêmio Memória TJAM, edição 2023, em reconhecimento por sua contribuição à preservação da história jurídica e social do Amazonas.
Duarte também publicou Crônicas de Manaus (2016), uma coletânea de 61 crônicas escritas por Josué Cláudio de Souza em 1946. As crônicas relatam acontecimentos do cotidiano manauara da década de 1940, originalmente publicadas no jornal O Jornal.
Outra de suas obras é Zona Franca de Manaus: uma breve história (2023), um livro digital que apresenta um panorama sobre o modelo econômico implantado na região após o ciclo da borracha, abordando seus impactos econômicos e sociais.
Além disso, Durango Duarte é autor de outras obras, como: Manaus, entre o passado e o presente (2009), um guia histórico e fotográfico sobre os monumentos e praças da cidade; A Sétima Arte em Manaus (2009), que narra a história do cinema na capital amazonense desde o final do século XIX; e 343 Manaus (2012), um guia visual que destaca marcos arquitetônicos da cidade.
Em 2024, Durango Duarte lançou um e-book de distribuição gratuita sobre a trajetória de Olga Praguer Coelho, cantora e violonista brasileira associada à música e à cultura do Amazonas. A obra aborda a vida e o legado artístico da artista, com uma análise detalhada de sua carreira. Disponível em formato digital, o e-book apresenta informações sobre o impacto cultural da carreira de Olga Praguer Coelho.
O livro Caso Delmo: Os autos do processo e a confissão dos acusados, de Simão Pessoa e Durango Duarte, aborda um crime brutal ocorrido em Manaus na década de 1950, considerado um dos casos mais marcantes da história da cidade, onde 27 pessoas foram acusadas pelo crime. A obra utiliza documentos históricos, incluindo autos processuais e confissões dos acusados, para reconstruir os eventos e analisar o contexto jurídico e social da época. O livro aborda diferentes interpretações e controvérsias em torno do caso, destacando seu impacto na sociedade manauara e relações com o funcionamento do sistema judiciário brasileiro da época.

### Contribuiçãoà Preservação da Memória
Fundado em 2015, o Instituto Durango Duarte (IDD) realiza projetos relacionados à pesquisa e à publicação de conteúdos de caráter histórico. O instituto dedica-se ao registro e à divulgação do patrimônio cultural de Manaus, abrangendo temas como o movimento estudantil da década de 1980 e o desenvolvimento econômico e urbano da região. Algumas de suas publicações têm sido utilizadas como referência em estudos acadêmicos e jornalísticos voltados à história e cultura da cidade de Manaus.

### Atuação empresarial
Durango Duarte também atua como empresário nas áreas de comunicação e marketing. Em 1993, fundou a empresa Perspectiva Mercado e Opinião, especializada em pesquisas de mercado, opinião e eleitorais no Amazonas. É responsável por projetos como o levantamento “Top of Mind”, que coleta dados sobre as marcas mais lembradas na região.
Em 2019, fundou a iMarketing Agência Digital.
Em 2024, Durango lançou a plataforma Strix, desenvolvida pela Perspectiva Mercado e Opinião, com o objetivo de simplificar o acesso a informações demográficas, baseadas no Censo 2022, dos 62 municípios do Amazonas.

## Condecorações

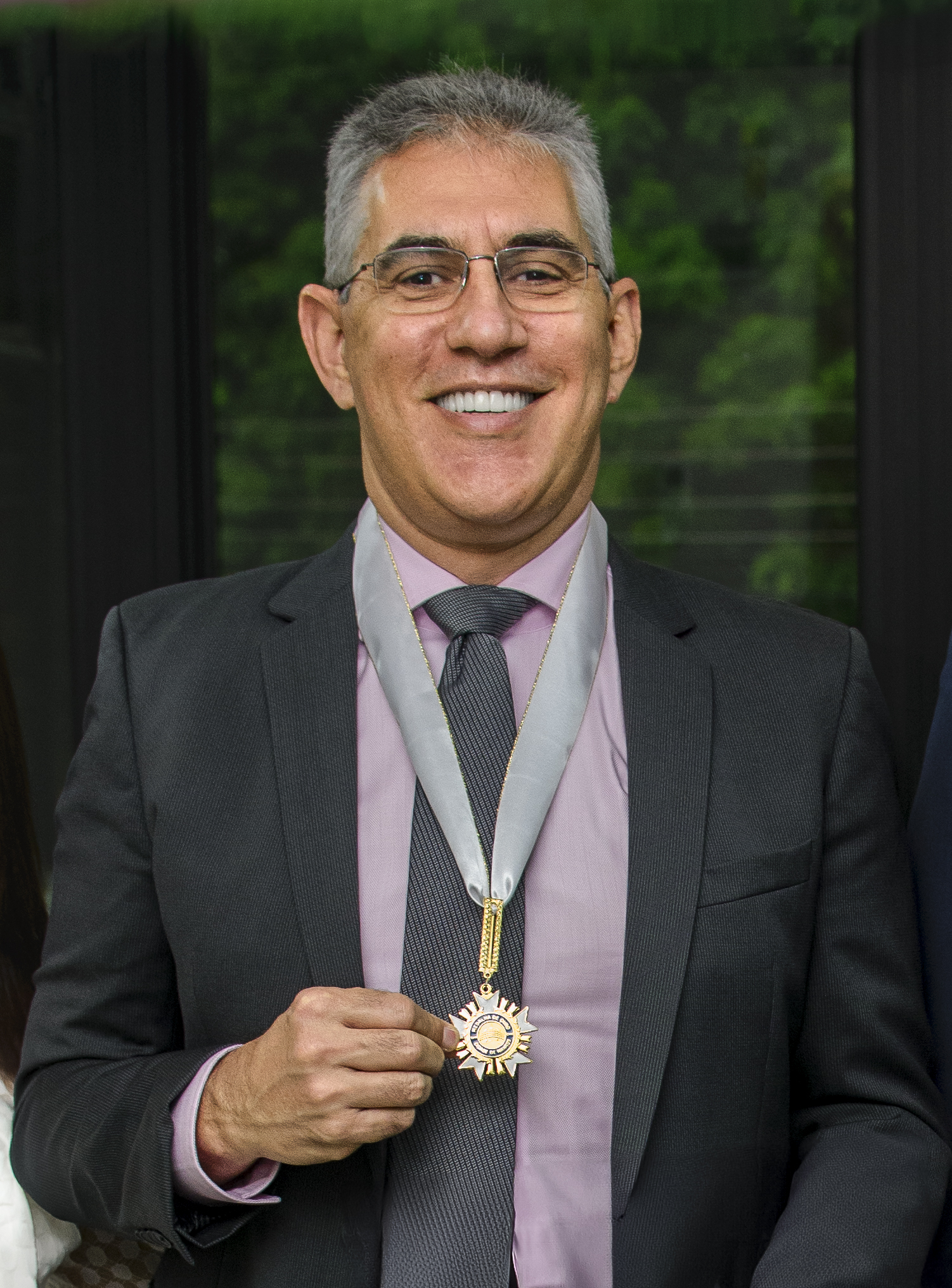
Durango Duarte com a "Medalha de Ouro Cidade de Manaus" em 2020

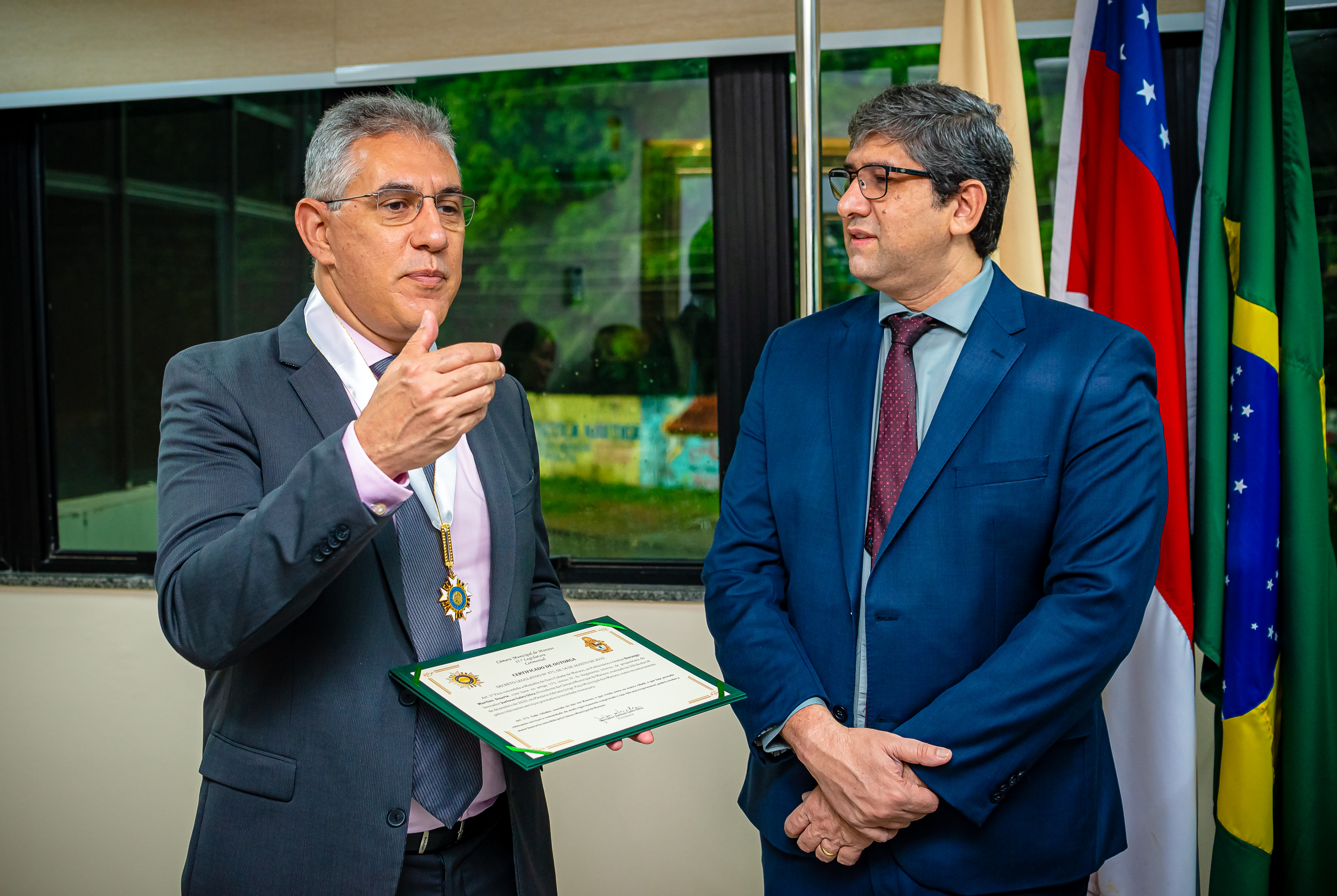
Escritor Durango Duarte e Vereador Joelson Silva na cerimônia de entrega da Medalha de ouro da cidade de Manaus no Plenário Adriano Jorge

Durango Duarte recebeu o título de “Cidadão do Amazonas” pela Assembleia Legislativa do Amazonas em 2019 e a “Medalha de Ouro Cidade de Manaus” pela Câmara Municipal de Manaus em 2020. Em 2021, o título de “Cidadão do Amazonas” foi devolvido em decorrência de críticas feitas à legislatura vigente durante uma entrevista em um portal local. A devolução foi divulgada na mídia regional.

## Obras do autor

### Livros
- 2005 - Informação é tudo![5]
- 2009 - Manaus, entre o passado e o presente[21][7]
- 2009 - A Sétima Arte em Manaus[45]
- 2011 - Caso Delmo: o crime mais famoso de Manaus[15][46][47]
- 2012 - 343 Manaus[48][49]
- 2014 - 61 dias em 1964 - 50 anos do golpe militar[50]
- 2015 - Imprensa Amazonense: Chantagem, Politicagem e Lama[51]
- 2016 - Crônicas de Manaus[52]
- 2017 - José Osterne de Figueiredo - Um grande azarado ou um assassino em série?[15]
- 2023 - Zona Franca de Manaus: uma breve história[53]
- 2024 - Olga Praguer Coelho: a voz e o violão do folclore brasileiro[13]
- 2024 - Caso Delmo: Os autos do processo e a confissão dos acusados[54]